# APAL Stalker
 (juillet 2024).
L'APAL Stalker (en russe : АПАЛ-21541 Сталкер) est un 4x4 léger russe. Il est développé à Togliatti en Russie et conçu en 2003 par Alexander Lyinsky et Sergey Nekrasov.